# می‌خواهم محتاجم باشی
«می‌خواهم محتاجم باشی» (به انگلیسی: I Want You to Need Me) تک‌آهنگی از هنرمند اهل کانادا سلین دیون است که در ۱۵ ژوئیه ۲۰۰۰ منتشر شد.